# Craig Victor II
Craig Victor II, né le 27 février 1995 à La Nouvelle-Orléans en Louisiane, est un joueur américain de basket-ball. Il évolue au poste d'ailier. 